# Serie de Venus
La Serie de Venus, es una serie de cinco (5) novelas de aventuras, escritas por Edgar Rice Burroughs entre 1934 y 1964 ambientadas en el planeta Venus; al que el llamó Amtor. Estas novelas fueron publicadas en forma serial por la revista pulp Argosy y luego editadas en forma de libro por Edgar Rice Burroughs, Inc. El personaje principal de esta serie es el aventurero Carson Napier, razón por la cual la serie también se conoce a veces como la serie de Carson Napier de Venus
El protagonista, Napier, intentó un viaje en solitario a Marte, pero, debido a un error de cálculo en la navegación, se encontró con que se dirigía al planeta Venus. Las novelas, que forman parte del subgénero de ciencia ficción de espada y planeta, siguen las fantásticas aventuras del terrícola Napier después de que se estrelle en Venus, llamado Amtor por sus habitantes de aspecto humano. A diferencia de Barsoom, el desértico planeta Marte, estas historias se desarrollan en un mundo acuático como la Tierra. 
Como es habitual en las obras de Burroughs, el héroe es audaz y atrevido, y rápidamente se gana el corazón de la princesa venusina Duare, aunque los prejuicios de clase le impiden durante mucho tiempo expresar su amor. Napier conoce a pueblos muy variados, como los vepayanos, refugiados de un imperio derrocado, los thoristas, comunistas apenas disfrazados que expulsaron a los vepayanos de lo que ahora es el imperio de Thoran, piratas, eugenistas supercientíficos de Havatoo, zombis de Kormor, fascistas zanis de Korva, o el horrible Pueblo de las Nubes.
En el transcurso de sus aventuras dentro de la serie, Napier se convierte en pirata (dos veces), escapa de la temible Sala de las Siete Puertas, y finalmente es nombrado príncipe, o tanyong, de Korva tras el derrocamiento de los Zanis. Napier también rescata innumerables veces a princesas de peligros incomparables.